# Eccoptocarpha obconiciventris
Eccoptocarpha obconiciventris är en gräsart som beskrevs av Georg Oskar Edmund Launert. Eccoptocarpha obconiciventris ingår i släktet Eccoptocarpha och familjen gräs. Inga underarter finns listade i Catalogue of Life.